# Spoortunnel Rijswijk
De spoortunnel Rijswijk is onderdeel van de spoorlijn Amsterdam - Rotterdam en ligt in de Nederlandse stad Rijswijk (Zuid-Holland). Station Rijswijk bevindt zich in de tunnel.
Als onderdeel van het plan Rail 21 werd in 1988 door de NS besloten het spoor tussen Den Haag en Delft te verdubbelen. Het oude spoor, door het centrum van Rijswijk, werd toen opnieuw gepland als een tunnel. Behalve de vergroting van twee naar vier sporen bood een tunnel ook de mogelijkheid tot reconstructie van het centrum van Rijswijk. Het dieper gelegen tunneldeel heeft een lengte van 1500 meter, waarvan 550 meter gesloten is. Ter hoogte van het station is de breedte 40 meter.
De tunnelbak is gebouwd als een polderconstructie. Diepwanden gaan tot 21 meter -NAP, waar ze in een zandlaag gefundeerd zijn. Een moeilijk waterdoorlatende kleilaag daarboven zorgt voor de horizontale waterdichting. Pompen houden het grondwaterniveau op een permanente veilige hoogte van 7,50 meter -NAP. De toeritten zijn buiten de kunstmatige polder voltooid en worden drooggehouden door betonnen open bakken. De tunnel werd in 1996 opengesteld.
Doordat er voorheen lekkage plaatsvond langs de wanden van het station, was er lange tijd sprake van stankoverlast. Dit probleem is opgelost.

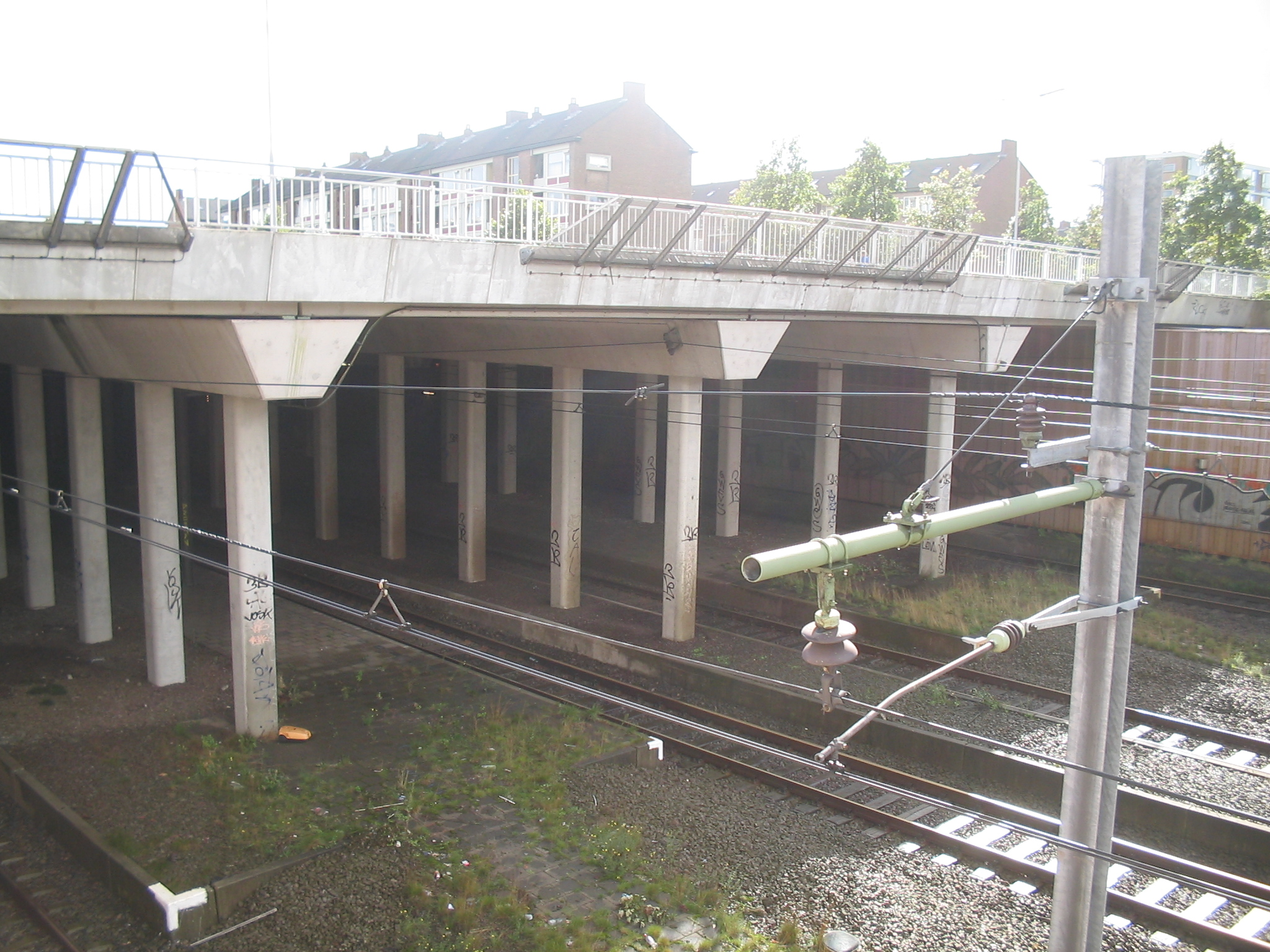